# سیارک ۲۲۵۷۵
سیارک ۲۲۵۷۵ (به انگلیسی: 22575 Jayallen، نامگذاری:1998HC46) بیست و دو هزار و پانصد و هفتاد و پنجمین سیارک کشف شده‌است که در ۲۰ آوریل ۱۹۹۸ کشف شد.
قدر مطلق سیارک برابر ۱۰.۷ است.